# رز برگی قرمز
رز برگی قرمز(نام علمی: Rosa glauca) نام یک گونه از سرده رز است.